# Closer (canción de The Chainsmokers)
«Closer» es una canción del dúo de disc jockeys estadounidenses The Chainsmokers, que cuenta con la colaboración vocal de la cantante Halsey. Andrew Taggart también proporciona su voz en la canción. Fue lanzado al mercado musical el 29 de julio de 2016, a través de Disruptor y Columbia Records. Musicalmente es una canción de future bass y pop con un sintetizador de estilo «retro» en el estribillo. Taggart y Halsey se turnan para cantar sus versos antes de cantar juntos el coro cuando concluye la canción.
En los Estados Unidos, se convirtió en el primer sencillo número uno de Chainsmokers y Halsey en el Billboard Hot 100. La canción permaneció en el primer puesto durante 12 semanas consecutivas; siendo la canción de EDM mejor posicionada en la lista final de la década de 2010, según Billboard. The Chainsmokers se convirtieron en ser los primeros artistas en tener cuatro canciones («Closer» es la cuarta) encabezando la lista Dance/Electronic Songs, superando a Calvin Harris, Aloe Blacc, que ostentaba el récord anterior con tres. A nivel internacional, el sencillo encabezó las listas en diecisiete países, incluidos Australia, Canadá, Nueva Zelanda, Irlanda y el Reino Unido.
Recibió una nominación en la categoría Mejor Interpretación de pop de un Dúo o Grupo en los Premios Grammy de 2017.

## Páginas relacionadas
- Houdini
- Me, Myself & I
- Middle

## Composición
La canción está escrita en la clave de F menor con un tempo de tiempo común de 92 a 96 latidos por minuto. Las voces van desde el E♭3 a E♭5 en la canción. La progresión armónica de la canción es de VI-VII-i-VII (siendo los acordes correspondientes DbM, EbM, Fm y EbM, respectivamente).

## Recepción de la crítica
Matt Medved de Billboard escribió que la canción «suena como un clásico instantáneo», afirmando que «[cuenta] con un coro resbaladizo y versos que sugieren una canción de Blink-182, «Closer» captura el espíritu de la época milenaria de forma brillante e infecciosa. La periodista de MTV Deepa Lakshmin llama a la canción un «atasco optimista, la dance digno que merece un lugar en su lista de reproducción de verano, que hará que se olvide de todos los problemas que le aquejan». La canción recibió una crítica más mixta de Idolator, con el consenso de varios editores resultantes con una calificación de 5/10.

## Rendimiento de listas

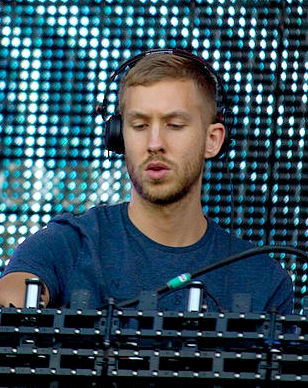
Calvin Harris en Rock en Rio Madrid 2012.

«Closer» debutó en el número nueve del Billboard Hot 100 en la edición del 20 de agosto de 2016. Se convirtió en el tercer sencillo entre los diez primeros de los Chainsmokers en la lista, después de «Roses» y «Don't Let Me Down». Es el primer top ten de Halsey en la lista y el segundo top cuarenta. En la edición del 3 de septiembre de 2016, la canción escaló del número seis al uno, convirtiéndose en la primera canción número uno de ambos artistas y la primera canción de un dúo en encabezar la lista desde «Thrift Shop» y «Can't Hold Us» de Macklemore & Ryan Lewis en 2013. La canción se convirtió en la primera canción en mantenerse 26 semanas entre los cinco primeros de la lista Billboard Hot 100. Además se convirtió en la segunda canción en la historia de esta misma lista en permanecer 32 semanas entre las diez primeras de la lista. También es la primera canción titulada «Closer» en alcanzar el número uno (la canción del mismo nombre de Ne-Yo alcanzó el número 7 en 2008). Además, la canción encabezó la lista Dance/Electronic Songs por 27 semanas consecutivas, convirtiéndose en la primera canción en alcanzar el número uno tanto en el Hot 100 como en la lista de Dance/Electronica simultáneamente desde «Harlem Shake» de Baauer a principios de 2013. Se convirtió en la cuarta canción número uno del dúo en encabezar esta última, superando el récord anterior de tres canciones número uno de Calvin Harris. Llegó a encabezar la lista Hot 100 durante doce semanas consecutivas.
A nivel internacional, la canción alcanzó el número uno en Australia el 13 de agosto de 2016, convirtiéndose también en la primera canción número uno de Chainsmokers y Halsey en este país. También alcanzó el puesto número uno en el Reino Unido, Nueva Zelanda y Canadá. La canción encabezó la lista de sencillos del Reino Unido durante cuatro semanas, convirtiéndose en la primera canción de un dúo en registrar varias semanas en el número uno tanto en los EE. UU. como en el Reino Unido desde «Party Rock Anthem» de LMFAO en 2011.
Actualmente es la sexta canción más reproducida en Spotify, detrás de «Shape of You» de Ed Sheeran, «Blinding Lights» de The Weeknd, «Dance Monkey» de Tones and I, «Rockstar» de Post Malone y «One Dance» de Drake. El 19 de mayo de 2017, se convirtió en la segunda canción en alcanzar mil millones de reproducciones en la plataforma de transmisión. En abril de 2021, «Closer» superó los 2 mil millones de reproducciones en Spotify, convirtiéndose en la sexta canción en lograrlo.

## Videos musicales

### Video lírico
El video lírico fue editado y dirigido por Rory Kramer y es protagonizado por Alyssa Lynch y Jordan Wright. Recibió mil millones de visitas el 10 de enero de 2017 y dos mil millones de visitas el 4 de febrero de 2018, lo que lo convierte en el primer video con letra en alcanzar estos hitos y, en septiembre de 2021, es el video número 30 más visto de todos los tiempos. así como el vídeo con letra más visto con más de 3 mil millones de visitas en YouTube.

### Video musical oficial
El vídeo musical de «Closer», dirigido por Dano Cerny, se estrenó el 24 de octubre de 2016. El vídeo comienza con Andrew Taggart de los Chainsmokers mirando a Halsey mientras está en una fiesta. Luego regresa a una época anterior en la que los personajes de Taggart y Halsey se conocieron por primera vez en una fiesta, donde finalmente terminaron besándose en la cocina. A través del video, se ve a Halsey y Taggart cantando, con Halsey en sostén y bragas y Taggart sin camisa, ambos en la cama.
El video concluye con Halsey saliendo de la fiesta en el presente, Taggart la persigue y Halsey se detiene y se da vuelta para ver a Taggart. Ambos se miran, dando a entender que se arrepienten de haberse separado.

## Lista de canciones
| Descarga digital |                       |          |  |
| N.º              | Título                | Duración |  |
| 1.               | «Closer» (con Halsey) | 4:04     |  |

| Descarga digital – Remixes EP |                              |          |  |
| N.º                           | Título                       | Duración |  |
| 1.                            | «Closer» (R3hab Remix)       | 2:41     |  |
| 2.                            | «Closer» (Shaun Frank Remix) | 4:12     |  |
| 3.                            | «Closer» (T-Mass Remix)      | 4:07     |  |
| 4.                            | «Closer» (Wuki Remix)        | 4:04     |  |
| 5.                            | «Closer» (ARMNHMR Remix)     | 4:26     |  |
| 6.                            | «Closer» (Robotaki Remix)    | 4:12     |  |

## Posicionamiento en listas

### Semanales
| Lista (2016–2021)                           | Mejor posición |
| ------------------------------------------- | -------------- |
| Alemania (Offizielle Deutsche Charts)       | 2              |
| Argentina (Monitor Latino)                  | 10             |
| Argentina (CAPIF Digital Songs)             | 9              |
| Australia (ARIA)                            | 1              |
| Australia (ARIA Dance Chart)                | 1              |
| Austria (Ö3 Austria Top 40)                 | 2              |
| Bélgica (Flandes) (Ultratop 50)             | 1              |
| Bélgica (Valonia) (Ultratop 50)             | 5              |
| Brasil (Billboard Brasil Pop Airplay)       | 1              |
| Canadá (Canadian Hot 100)                   | 1              |
| Colombia (National-Report)                  | 34             |
| Dinamarca (Tracklisten)                     | 1              |
| Escocia (Scottish Singles Sales Chart)      | 1              |
| Eslovaquia (Singles Digitál Top 100)        | 3              |
| Eslovenia (SloTop50)                        | 21             |
| España (Top 100 Canciones)                  | 4              |
| LOS40 España                                | 1              |
| Estados Unidos (Billboard Hot 100)          | 1              |
| Estados Unidos (Mainstream Top 40)          | 1              |
| Estados Unidos (Adult Top 40)               | 1              |
| Estados Unidos (Adult Contemporary)         | 8              |
| Estados Unidos (Hot Dance Club Songs)       | 2              |
| Estados Unidos (Hot Dance/Electronic Songs) | 1              |
| Estados Unidos (Latin Airplay)              | 43             |
| Estados Unidos (Rhythmic)                   | 2              |
| Euro Digital Song Sales                     | 1              |
| Finlandia (OFC)                             | 5              |
| Francia (SNEP)                              | 31             |
| Global 200 (Billboard)                      | 100            |
| Hungría (Single Top 40)                     | 8              |
| India (Radio Mirchi Angrezi Top 20)         | 1              |
| Irlanda (IRMA)                              | 1              |
| Israel (Media Forest)                       | 3              |
| Italia (FIMI)                               | 2              |
| Japón (Japan Hot 100)                       | 29             |
| Líbano (Lebanese Top 20)                    | 2              |
| India (MUSE Streaming Charts Top 50)        | 1              |
| Malasia (RIM)                               | 8              |
| México (Billboard México Ingles Airplay)    | 1              |
| Noruega (VG-lista)                          | 1              |
| Nueva Zelanda (Recorded Music NZ)           | 1              |
| Países Bajos (Dutch Top 40)                 | 1              |
| Polonia (Polish Airplay Top 100)            | 17             |
| Reino Unido (UK Singles Chart)              | 1              |
| Reino Unido (UK Dance Chart)                | 1              |
| República Checa (Singles Digitál Top 100)   | 1              |
| Rumania (Media Forest)                      | 2              |
| Rusia (Tophit Airplay)                      | 40             |
| Sudáfrica (RISA)                            | 3              |
| Suecia (Sverigetopplistan)                  | 1              |
| Suiza (Schweizer Hitparade)                 | 5              |
| Venezuela (Record Report English)           | 1              |

### Anuales
| País           | Lista (2016)               | Posición |
| -------------- | -------------------------- | -------- |
| Alemania       | Official German Charts     | 18       |
| Argentina      | Monitor Latino             | 47       |
| Australia      | ARIA Singles Chart         | 1        |
| Australia      | ARIA Dance Chart           | 1        |
| Austria        | Ö3 Austria Top 40          | 19       |
| Bélgica        | Ultratop flamenca          | 13       |
| Bélgica        | Ultratop valona            | 44       |
| Brasil         | Brasil Hot 100             | 33       |
| Canadá         | Canadian Hot 100           | 10       |
| Dinamarca      | Tracklisten                | 26       |
| España         | PROMUSICAE                 | 62       |
| Estados Unidos | Billboard Hot 100          | 10       |
| Estados Unidos | Adult Top 40               | 36       |
| Estados Unidos | Dance Club Songs           | 36       |
| Estados Unidos | Hot Dance/Electronic Songs | 2        |
| Estados Unidos | Mainstream Top 40          | 16       |
| Estados Unidos | Billboard Rhythmic         | 30       |
| Francia        | SNEP                       | 89       |
| Hungría        | Single Top 40              | 39       |
| Italia         | FIMI                       | 27       |
| Países Bajos   | Dutch Top 40               | 9        |
| Nueva Zelanda  | Recorded Music NZ          | 3        |
| Reino Unido    | UK Singles Chart           | 7        |
| Suecia         | Sverigetopplistan          | 16       |
| Suiza          | Schweizer Hitparade        | 44       |

| País           | Lista (2017)               | Posición |
| -------------- | -------------------------- | -------- |
| Australia      | ARIA Singles Chart         | 51       |
| Australia      | ARIA Dance Chart           | 18       |
| Bélgica        | Ultratop flamenca          | 83       |
| Canadá         | Canadian Hot 100           | 3        |
| Dinamarca      | Tracklisten                | 78       |
| España         | PROMUSICAE                 | 98       |
| Estados Unidos | Billboard Hot 100          | 7        |
| Estados Unidos | Adult Contemporary         | 15       |
| Estados Unidos | Adult Top 40               | 14       |
| Estados Unidos | Hot Dance/Electronic Songs | 2        |
| Estados Unidos | Mainstream Top 40          | 22       |
| Francia        | SNEP                       | 187      |
| Hungría        | Single Top 40              | 96       |
| Italia         | FIMI                       | 48       |
| Japón          | Japan Hot 100              | 28       |
| Nueva Zelanda  | Recorded Music NZ          | 39       |
| Países Bajos   | Single Top 100             | 97       |
| Portugal       | AFP                        | 65       |
| Reino Unido    | UK Singles Chart           | 71       |
| Suecia         | Sverigetopplistan          | 86       |
| Suiza          | Schweizer Hitparade        | 67       |

### Decenales
| País           | Lista (2010–2019)          | Posición |
| -------------- | -------------------------- | -------- |
| Australia      | ARIA Singles Chart         | 15       |
| Estados Unidos | Billboard Hot 100          | 4        |
| Estados Unidos | Hot Dance/Electronic Songs | 6        |
| Reino Unido    | UK Singles Chart           | 35       |

### Listas históricas
| País           | Lista             | Posición |
| -------------- | ----------------- | -------- |
| Estados Unidos | Billboard Hot 100 | 14       |
| Estados Unidos | Mainstream Top 40 | 9        |

## Certificaciones
| País           | Organismo certificador | Certificación         | Ventas certificadas | Ref.    |
| -------------- | ---------------------- | --------------------- | ------------------- | ------- |
| Alemania       | BVMI                   | 2× Platino            | 800 000             | [ 123 ] |
| Australia      | ARIA                   | 20× Platino           | 1 400 000           | [ 124 ] |
| Austria        | IFPI — Austria         | Platino               | 30 000              | [ 125 ] |
| Bélgica        | BEA                    | 3× Platino            | 60 000              | [ 126 ] |
| Brasil         | Pro-Música Brasil      | 3× Platino            | 750 000             | [ 127 ] |
| Canadá         | Music Canada           | Diamante              | 800 000             | [ 128 ] |
| Corea del Sur  | Gaon                   |                       | 255 627             | [ 129 ] |
| Dinamarca      | IFPI — Dinamarca       | 3× Platino            | 270 000             | [ 130 ] |
| España         | PROMUSICAE             | 3× Platino            | 120 000             | [ 131 ] |
| Estados Unidos | RIAA                   | 15x Platino           | 15 000              | [ 132 ] |
| Francia        | SNEP                   | Diamante              | 230 000             | [ 133 ] |
| Italia         | FIMI                   | 6× Platino            | 300 000             | [ 134 ] |
| México         | AMPROFON               | Diamante + 4x Platino | 570 000             | [ 135 ] |
| Noruega        | IFPI — Noruega         | 3× Platino            | 180 000             | [ 136 ] |
| Nueva Zelanda  | RMNZ                   | 3× Platino            | 90 000              | [ 137 ] |
| Países Bajos   | NVPI                   | Platino               | 40 000              | [ 138 ] |
| Polonia        | ZPAV                   | Diamante              | 100 000             | [ 139 ] |
| Portugal       | AFP                    | 2× Platino            | 20 000              | [ 140 ] |
| Reino Unido    | BPI                    | 4× Platino            | 2 400 000           | [ 141 ] |
| Suecia         | IFPI — Suecia          | 5× Platino            | 200 000             | [ 142 ] |

## Historial de lanzamiento
| Región         | Fecha               | Formato          | Discográfica        | Ref.                                  |
| -------------- | ------------------- | ---------------- | ------------------- | ------------------------------------- |
| Todo el Mundo  | 29 de julio de 2016 | Descarga digital | Disruptor, Columbia | [ 3 ] [ 143 ] [ 144 ] [ 145 ] [ 146 ] |
| Estados Unidos | 2 de agosto de 2016 | Top 40 radio     | Disruptor, Columbia | [ 147 ]                               |
| Estados Unidos | 2 de agosto de 2016 | Rhythmic radio   | Disruptor, Columbia | [ 148 ]                               |